# Magyar irodalmi lexikon (1963–1965)
A Benedek Marcell-féle Magyar irodalmi lexikon a szocializmus alatti magyar irodalomtudomány egyik jelentős alkotása.

## Története
Az Akadémiai Kiadó berkeiben az 1960-as évek elején merült fel a Horthy-korszak ekkor már 30-40 éves nagy irodalmi lexikonjai kiváltásának gondolata. Az új mű szerkesztőjéül azt a Benedek Marcellt bízták meg, aki 1926-ban épp az egyik ilyen régi lexikon, az Irodalmi lexikon főszerkesztője volt. Azért esett rá a választás, mert erősen progresszív szellemisége mellett lexikonjával és egész életművével bizonyította hozzáértését a feladathoz.
Mivel Benedek ekkor már közel 80 éves volt, inkább csak reprezentatív szerep jutott neki, romló szemével a kéziratokat már el sem olvashatta, az Előszót azonban természetesen ő írta. Gyakorlati szerkesztését Kicsi Sándor vezetésével egy szerkesztőbizottság végezte. Az I. kötet felelős szerkesztője Tamás Attila, a II. és a III. köteté Szerdahelyi István volt.
A szerkesztőbizottság tagjai voltak Bölöni György, Király István, Pándi Pál, Sőtér István és Tolnai Gábor irodalomtörténészek. A lexikon elkészítésében őket és a főszerkesztőt beleértve összesen 144 (az Új magyar irodalmi lexikon előszava szerint 210) munkatárs vett részt. A szerkesztőkön kívül a szócikkek írói között olyan neves szerzőkkel találkozhatunk, mint például Köpeczi Béla, Dömötör Tekla, Scheiber Sándor, Keresztury Dezső, Czine Mihály, Hegedüs Géza, Komlós Aladár, Várkonyi Nándor vagy Abody Béla.

## Jellemzői
A budapesti Akadémiai Kiadó által 1963-ban (I. kötet) és 1965-ban (II. és III. kötet) 40 ezer példányban jelent meg a mű három kötete. Összességében 1982 oldalas magyar nyelvű, fotókkal gazdagon illusztrált irodalmi lexikonként. (1978-ban jelent meg a lexikon változatlan utánnyomása, ISBN 9630515253.)
A 6555 címszóból 5424 személy-, intézmény-, és folyóiratnevet takar, míg 1131 irodalomelméleti fogalmat. A lexikon a hazai irodalmárok, írók, költők rövid életrajzán kívül tartalmazza irodalmi folyóiratok, társaságok, szervezetek adatait, valamint egyes fogalmak magyarázatát számtalan portréfotóval, grafikával és képpel, könyvborítóval illusztrálva. A kötetek érdekessége, hogy az illusztrációk akkoriban még szokatlan módon a lapszélen jelentek meg.

## Fogadtatása
A kritikák elsősorban arra mutattak rá, hogy Szinnyei József és Gulyás Pál lexikonjaitól (Magyar írók élete és munkái, Magyar írók élete és munkái – új sorozat) eltérően az író fogalmát szűkebb (szépirodalmi) értelemben használták a szerkesztők az I. kötetben, számos publicista, emlékiratíró, tudományos író kimaradt a műből. Ezen a gyakorlaton a szerkesztők változtattak a II. és a III. kötetben: itt viszont épp az ilyen személyek túlságosan nagy számát érte kifogás. Utaltak mások a lexikon pontatlanságaira az írói díjakkal, végzettségekkel, álnevekkel, születési és halálozási napokkal kapcsolatban is, illetve a külföldi fordítások nem indokolt részletességű felsorolásaira, a fogalmazásbeli igénytelenségre, a bibliográfiai anyag hiányaira, szűkösségére, következetlenségeire, a lexikális tömörség hiányára.
Habár Benedek 1963-ban még abban reménykedett az 1930-as évekbeli lexikonokra utalva, hogy „bizonyára nem kell újabb emberölőt kivárni, amíg ennek a lexikonnak hiányait és hibáit újabb kiadás vagy újabb lexikon hozza helyre” – tévedett. A Magyar irodalmi lexikon mintegy 30 éven át nélkülözhetetlen segédeszköze volt az irodalomtörténeti kutatásnak. Újabb lexikon írására csak az 1980-as évek második felétől születtek kísérletek. Ezeknek eredménye lett a végül 1994-ben megjelent Új magyar irodalmi lexikon.

## Kötetbeosztása
| Kötetszám  | Cím | Kiadási év | Oldalszám |
| ---------- | --- | ---------- | --------- |
| I. kötet   | A–K | 1963       | 728       |
| II. kötet  | L–R | 1965       | 640       |
| III. kötet | S–Z | 1965       | 614       |

## Hasonló című lexikonok
- Magyar irodalmi lexikon (1926)
- Irodalmi lexikon (1927)
- Új magyar irodalmi lexikon (1994)